# Sussurro
M/Y Sussurro är en superyacht tillverkad av Feadship i Nederländerna. Den levererades 1998 till den ryske oligarken Roman Abramovitj till en kostnad på 25 miljoner amerikanska dollar. Vem som äger Sussurro idag är oklart, om det är Abramovitj som äger den eller om superyachten ingick i en uppgörelse rörande skilsmässa med en av sina två senaste fruar.
Sussurro designades exteriört av både Terence Disdale och Don Shead Yacht Design medan Disdale själv designade interiören. Den är 86 meter lång och har en kapacitet på 10–12 passagerare fördelat på fem hytter. Superyachten har också en besättning på 11–12 besättningsmän.

## Galleri

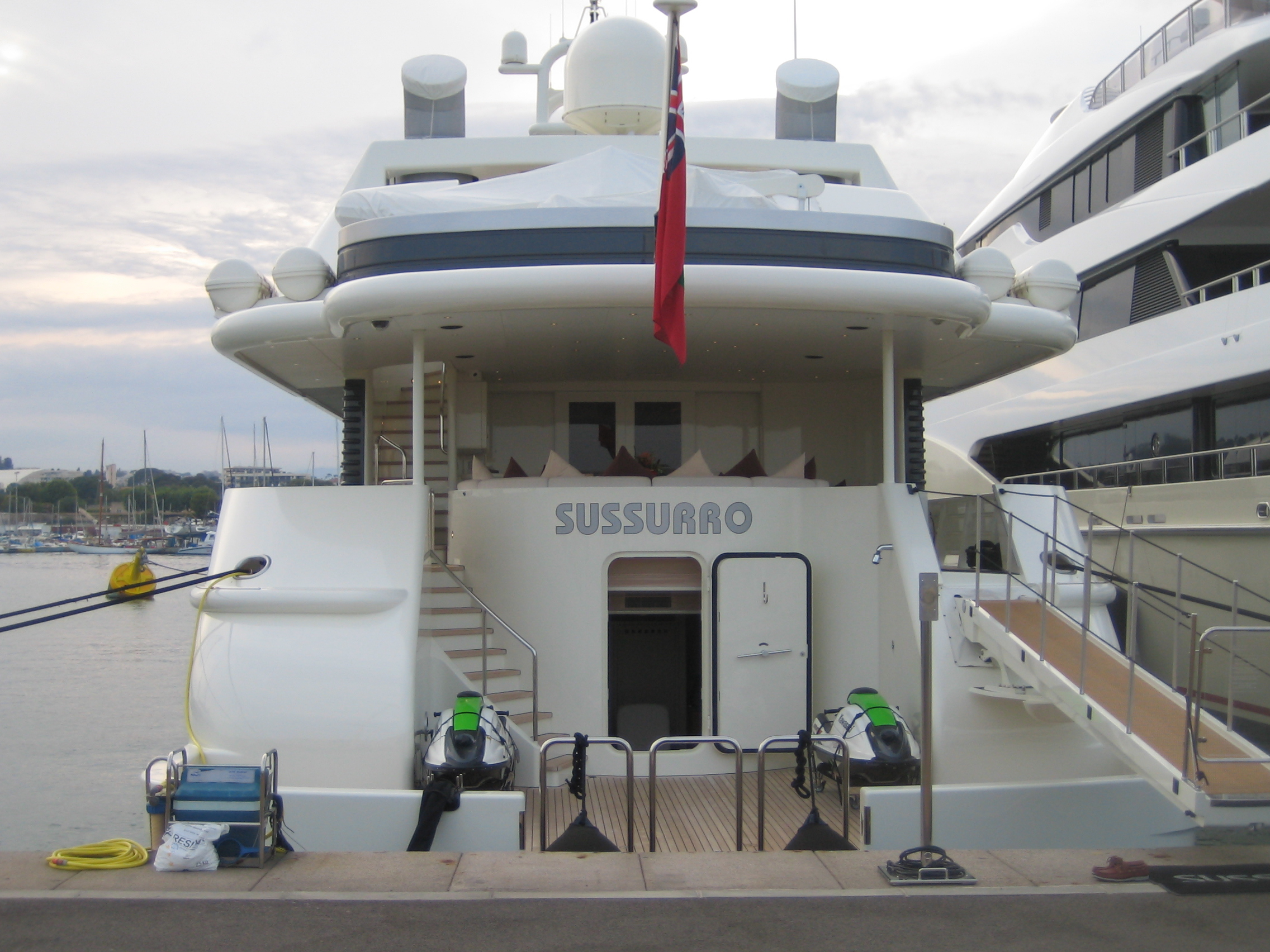
Sussurro i Antibes i Frankrike, 2009.